# Плавучий острів (роман Жуля Верна)
«Плаву́чий о́стрів» (фр. L'Île à hélice, дослівно «Острів на гвинтах») — пригодницький науково-фантастичний роман французького письменника Жуля Верна 1895 року.
Чотирьох французів-музикантів обманом наймають для виступів на величезному штучному острові, збудованому американськими мільярдерами для проживання найзаможніших людей світу. Музиканти стають свідками того, як гадана утопія гине через внутрішні суперечності та боротьбу за владу над островом.

## Сюжет

### Місце дії
Американські мільярдери споруджують гігантський острів-корабель «Стандард-Айленд» («Взірцевий острів»), з цілим містом Мільярд-Сіті на ньому, зі штучною річкою, з луками і парками на штучному ґрунті. Острів мав овальну форму розмірами 5 на 7 км і з довжиною дуги 18 км. Він складений з 260 000 сталевих понтонів, які з'єднані один з одним за допомогою болтів. Розміри кожного з понтонів такі: в довжину і ширину — по 10 м, а у висоту — 16 м. Осадка острова становила 10 м. Щоб запобігти прилипанню молюсків, підводна поверхня острова покрита спеціальною сумішшю. Поверхня острова покрита землею (виняток становила лише територія, яку займає столиця острова — Мільярд-Сіті). Острів плаває в Тихому океані таким маршрутом, аби забезпечувати жителям найкращі краєвиди за найкращої погоди.
На острові пасажирам надані всілякі блага цивілізації, в тому числі і фантастичні. У розпорядженні мешканців є телеграф, телефон, фототелеграф (прообраз факса), телефот. Його охороняються 500 солдатів, а також кілька загонів поліції. У два порти, розташтовані на протилежних боках острова, прибувають кораблі з пасажирами та продовольством. Музика доступна у фонографічних записах, але суперінтенданту витончених мистецтв Калістусу Манбару нарешті вдається хитрістю доставити на острів живий французький квартет, який гастролював у США. З їхнього прибуття на «Стандард-Айленд» і починається сюжет.

### Дія
Квартет французів (скрипалі Івернес і Фрасколен, альтист Пеншина та віолончеліст Цорн) гастролює в США. Вночі музиканти опиняються самі в лісі через аварію екіпажу, але суперінтендант витончених мистецтв Калістус Манбар, який проїжджав поруч, пропонує їм вигідну роботу в місті неподалік. Музиканти вирушають із ним до того міста на поромі. Квартет дивується тому, що все навколо зроблено з заліза, включаючи будинки та тротуари. Там їздять електричні екіпажі та, як зазначає Манбар, немає бідних. Лише під кінець дня Монбар пояснює, що французи опинилися на штучному острові «Стандард-Айленд».
Манбар описує музикантам влаштування острова і змушує підписати контракт, оскільки в них немає стільки грошей, щоб самим проживати на острові чи покинути його. Цорн розлючений, що Манбар фактично викрав квартет, але музиканти зрештою погоджуються грати для жителів «Стандард-Айленду». Виступи квартету мають шалений успіх, адже досі музика була доступна тільки в записах на фонографі.
Між жителями острова тим часом сильнішають суперечки. Люди на лівому борту виступають за збереження «Стандард-Айленду» як місця відпочинку, тоді як на правому хочуть перетворити його на торгівельне судно та налагодити на острові власне виробництво замість залежати від поставок із суші. Музиканти спостерігають життя різних аборигенів островів Тихого океану, зазначаючи згубний вплив цивілізації на них, що позбавляє самобутності.
Через пів року плавання океаном «Стандард-Айленд» прибуває до Тонгатапу, де стається виверження вулкана. Через хмару вулканічного попелу він стикається з кораблем. Пізніше на острові опиняються на волі леви, тигри та крокодили, завезені для розваг. Біля островів Ерроманго на «Стандард-Айленд» нападають кілька тисяч бандитів, персонал під командуванням коммодора Сімкое обороняє столицю Мільярд-Сіті. Ціною кількох десятків загиблих нападників вдається прогнати.
Через загибель губернатора Сайруса Байкерстаффа претендентами на його посаду стають промисловці-конкуренти Джем Танкердон і Нет Коверлі. Населення острова ділиться на два протиборчі табори. Пеншина пропонує розділити острів на дві самостійні частини. Волтер, син Джима, та Діана, дочка Нета, планують одружитися та втекти з острова, тоді як дехто сподівається, що їхній шлюб загасить конфлікт між родинами. Джем і Нет віддають суперечливі накази, через які різні частини «Стандард-Айленду» рухаються в протилежні боки, загрожуючи розірвати острів. Відсутність злагодженого керівництва призводить до того, що плавучий острів потрапляє в сильний шторм. Частина Мільярд-Сіті виявляється зруйнована та затоплена. Фрагмент з одним із портів відривається і дрейфує в океані. Люди в паніці покидають столицю, розбігаючись по навколишніх територіях. Скоро штучний острів розривається на дрібні частини.
Після шторму вціліли три великих частини «Стандард-Айленду» та багато дрібних, на яких урятувалися кілька тисяч жителів; декілька сотень загинули. Сімкое організовує порятунок уцілілих, припасів ще вистачає на два тижні. Скріпивши уламки, людям вдається запустити фрагмент із двигунами в плавання. Через тиждень залишки «Стандард-Айленду» дістаються до узбережжя Нової Зеландії.
Квартет вижив у повному складі і за вже нараховані на банківські рахунки гроші добре живе після повернення до США. Вони відвідують весілля Волтера з Діаною, після чого продовжують свої гастролі. Калістус Манбар попри все стверджує, що плавучий острів буде збудований заново.

## Персонажі
- Себастьєн Цорн (Sébastien Zorn) — лідер квартету, віолончеліст
- Пеншина́ (Pinchinat) — член квартету, альт
- Іверне́с (Yvernès) — член квартету, перша скрипка
- Фрасколе́н (Frascolin) — член квартету, друга скрипка
- Калістус Манбар (Calistus Munbar) — суперінтендант витончених митецтв Стандард-Айленда, син внучатого небожа Фінеаса Барнума
- Сайрус Байкерстафф (Cyrus Bikerstaff) — губернатор острова Стандард-Айленд, мер Мільярд-Сіті
- Нет Коверлі (Nat Coverley) — американський промисловик, лідер правого борту Стандард-Айленда
- Джем Танкердон (Jem Tankerdon) — американський промисловик, лідер лівого борту Стандард-Айленда
- Етель Сімкое (Ethel Simcoë) — комодор, головний штурман і керманич острова
- Місіс Коверлі (Mrs Coverley) — дружина Нета Коверлі
- Волтер Танкердон (Walter Tankerdon) — син Джема Танкердона
- Діана Коверлі (Diane Coverley) — дочка Нета Коверлі, наречена Волтера Танкердона
- Бартелемі Рудж (Barthélémy Ruge)
- Габлі Гаркорт (Hubley Harcourt)
- Вотсон (Watson) — головний механік Бакборт-Гарбору
- Сомво (Somwah) — головний механік Штирборт-Гарбору
- Атанас Доремю́с (Athanase Dorémus) — француз, вчитель танців і гарних манір
- Капітан Сароль (Capitaine Sarol) — малаєць, лідер злочинної зграї, що хитрістю проник на острів
- Король і королева Малекарлії (le roi et la reine de Malécarlie) — колишні монархи вигаданої країни, що після встановлення там республіки проживають на Стандард-Айленді

## Історія створення
Над романом Жуль Верн працював протягом 1893 року (за іншими джерелами — навесні-влітку 1894 року). Письменник постійно консультувався зі своїм братом Полем — капітаном далекого плавання, з метою уникнути помилок при гідрографічних описах і технічних розрахунках. Завдяки інформації брата, роман містить докладні описи архіпелагів Тихого океану.
Вперше роман публікувався у журналі «Magasin d'Éducation et de Récréation» з 1 січня по 15 грудня 1895 року. Цього ж року роман випущений окремою книгою у двох томах. Ілюстратором книги став Леон Бенетт. У 1896 році твір перекладений англійською мовою, при чому при перекладі видалена велика частина тексту, у якому містилась негативна критика і сатира в сторону американців чи британців.
Українською мовою роман перекладений у 1964 році Т. Воронович та надрукований у київському видавництві «Веселка».

## Галерея
Класичні ілюстрації Леона Бенетта 1895 року:

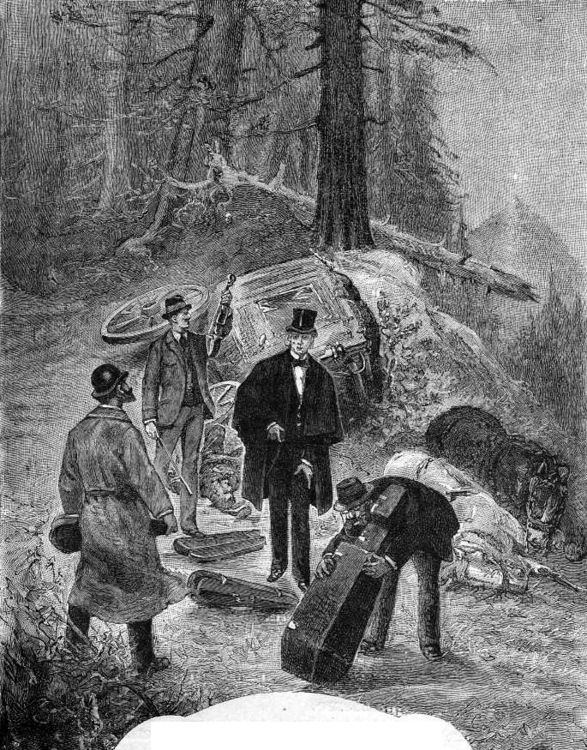
Аварія екіпажу музикантів
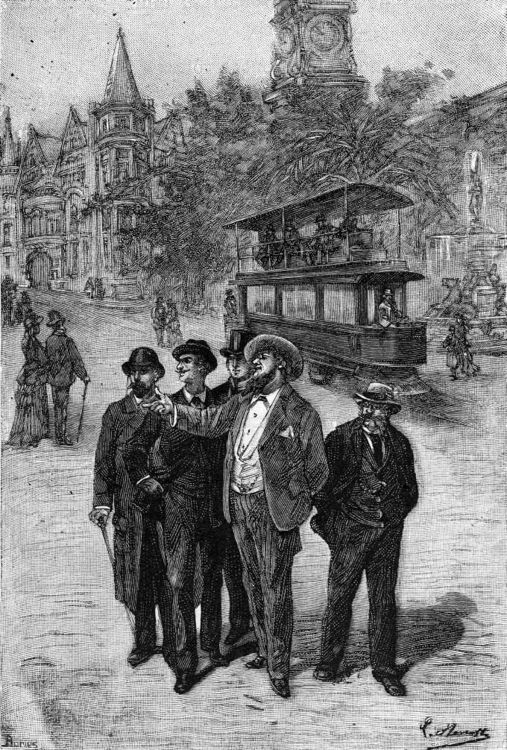
Калістус Манбар показує музикантам Мільярд-Сіті
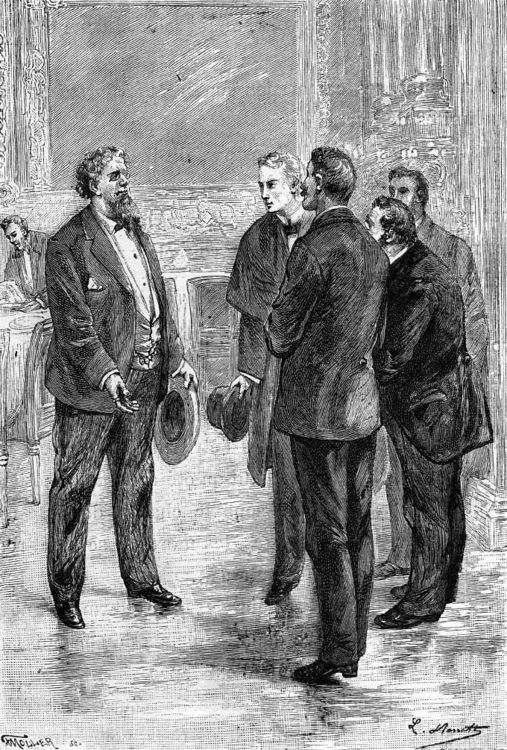
Угода
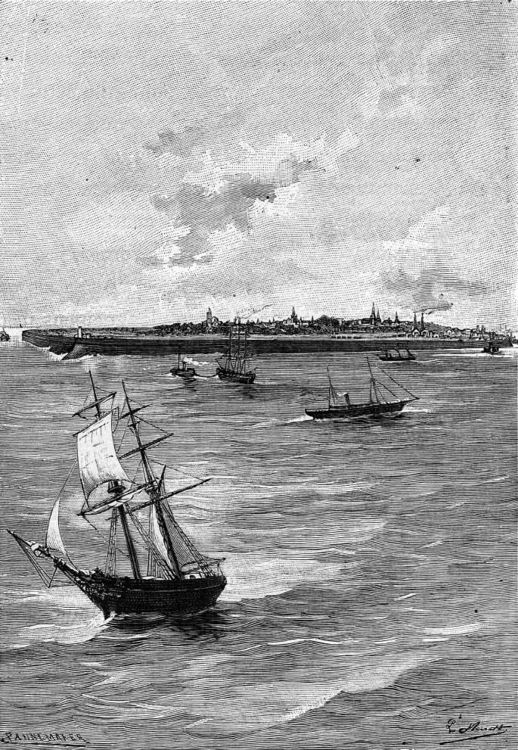
Плавучий острів
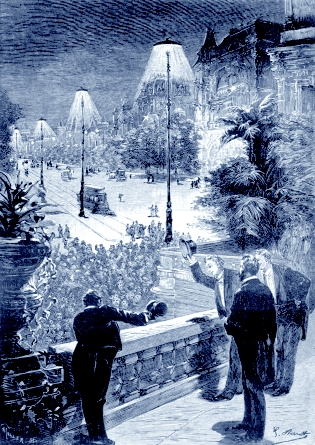
Вулиці Мільярд-Сіті
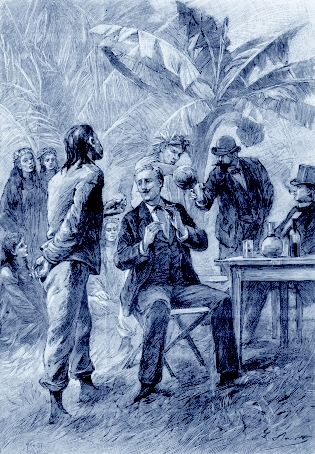
Висадка на землю
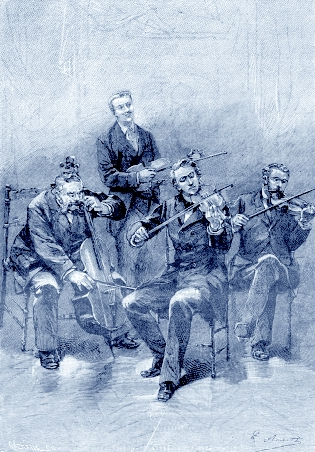
Виступ квартету
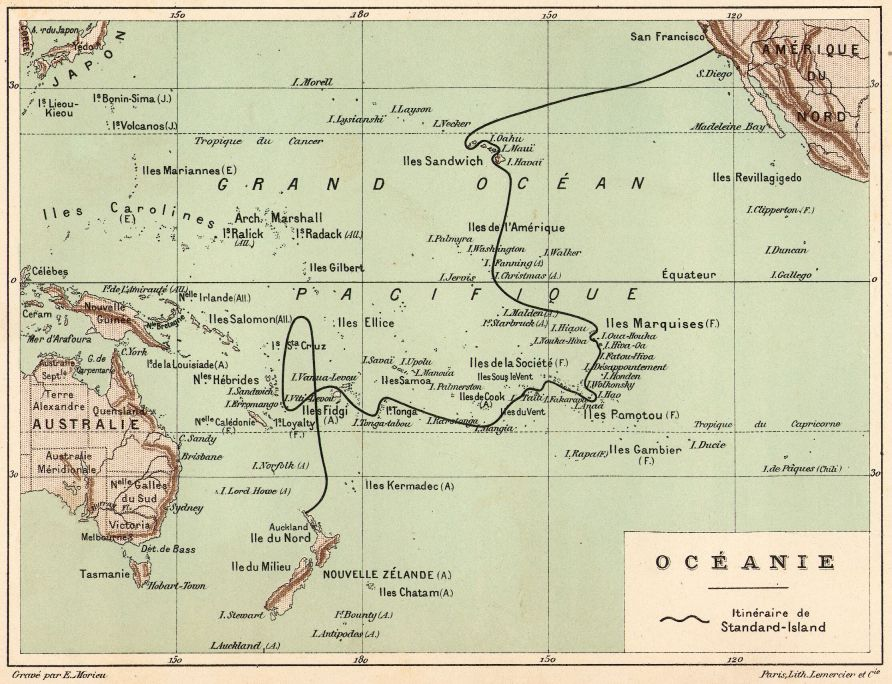
Маршрут «Стандард-Айленду»
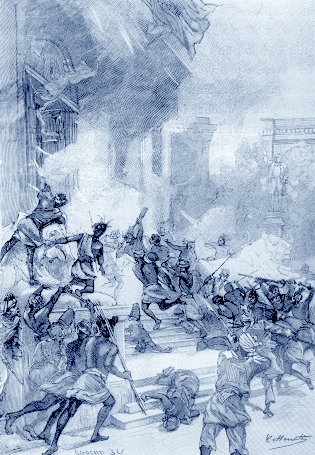
Напад бандитів
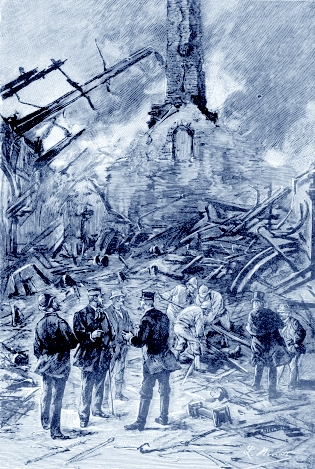
Наслідки шторму
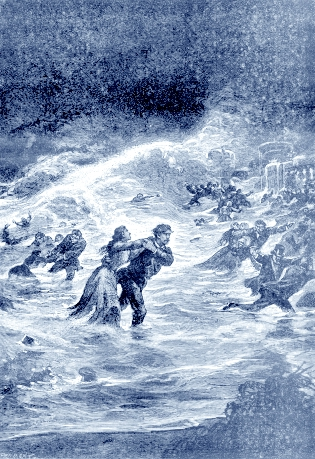
Порятунок
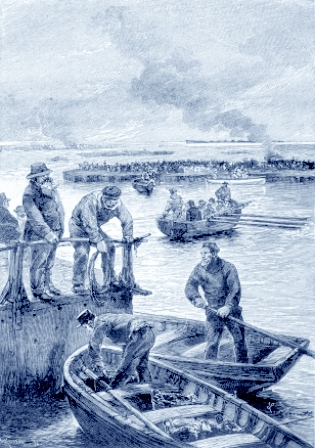
Вцілілі дісталися суші